# Municipio de Haram
El municipio de Haram (en inglés: Haram Township) es un municipio ubicado en el condado de Bottineau en el estado estadounidense de Dakota del Norte. En el año 2010 tenía una población de 72 habitantes y una densidad poblacional de 0,64 personas por km².

## Geografía
El municipio de Haram se encuentra ubicado en las coordenadas 48°56′44″N 100°37′58″O / 48.94556, -100.63278. Según la Oficina del Censo de los Estados Unidos, el municipio tiene una superficie total de 112.94 km², de la cual 112,78 km² corresponden a tierra firme y (0,14 %) 0,16 km² es agua.

## Demografía
Según el censo de 2010, había 72 personas residiendo en el municipio de Haram. La densidad de población era de 0,64 hab./km². De los 72 habitantes, el municipio de Haram estaba compuesto por el 100 % blancos. Del total de la población el 0 % eran hispanos o latinos de cualquier raza.